# 烏拉沙尼夫卡 (日托米爾州)
烏拉沙尼夫卡（羅馬化：Ulashanivka）是烏克蘭北部日托米爾州日托米爾區的村莊。該村面積1.38平方公里，海拔高度223米，2001年人口207，人口密度每平方公里150.11人。